# Janówko (Węgorzewo)
Janówko (deutsch Johanneshof) ist ein Dorf in der polnischen Woiwodschaft Ermland-Masuren, das zur Stadt- und Landgemeinde Węgorzewo (Angerburg) im Powiat Węgorzewski (Kreis Angerburg) gehört.

## Geographische Lage
Janówko liegt zwei Kilometer nordwestlich des Stadtzentrums von Węgorzewo (Angerburg) im Nordosten der Woiwodschaft Ermland-Masuren.

## Geschichte
Der früher Johanneshof genannte Ort findet seit 1905 Erwähnung. Fast ausschließlich aus einem großen Hof bestehend war der Ort bis 1945 ein Wohnplatz der Stadtgemeinde bzw. Stadt Angerburg im Kreis Angerburg im Regierungsbezirk Gumbinnen der preußischen Provinz Ostpreußen.
Im Jahre 1945 kam Johanneshof in Kriegsfolge mit dem gesamten Ostpreußen zu Polen und erhielt die polnische Namensform „Janówko“. Heute ist der Ort Sitz eines Schulzenamtes (polnisch Sołectwo) und eine Ortschaft im Verbund der Stadt- und Landgemeinde Węgorzewo im Powiat Węgorzewski, vor 1998 der Woiwodschaft Suwałki, seither der Woiwodschaft Ermland-Masuren zugehörig.

## Religionen
Kirchlich war Johanneshof bis 1945 nach Angerburg orientiert, evangelischerseits zur Pfarrkirche Angerburg in der Kirchenprovinz Ostpreußen der Kirche der Altpreußischen Union, katholischerseits zur Angerburger Kirche Zum Guten Hirten im damaligen Bistum Ermland.
Heute ist Janówko Teil der katholischen Pfarrei St. Peter und Paul in Węgorzewo im Bistum Ełk (Lyck) der Katholischen Kirche in Polen bzw. der evangelischen Kirchengemeinde Węgorzewo, einer Filialgemeinde der Pfarrei Giżycko (Lötzen) der Evangelisch-Augsburgischen Kirche in Polen.

## Verkehr
Janówko liegt nördlich der polnischen Woiwodschaftsstraße DW 650 (einstige deutsche Reichsstraße 136) und auch der Bahnstrecke Kętrzyn–Węgorzewo (Rastenburg–Angerburg), die heute allerdings nur noch eingeschränkt in Betrieb ist.